# Aeropuerto Jorge Isaacs
Aeropuerto Jorge Isaccs (IATA: MCJ, OACI: SKLM) terminal aérea colombiana ubicado en el municipio de Albania (La Guajira). Actualmente no cuenta con operación comercial regular pero es el principal punto de acceso aéreo de la mina de carbón de El Cerrejón-Glencore, el cual es su propietario.El aeropuerto tiene movimiento de los diferentes operadores para atender los vuelos regulares requeridos por Cerrejón-Glencore.Cuenta con procedimientos IFR(ILS-DME, VOR-DME, VOR, aproximación circular y procedimientos PBN), la información meteorológica puede obtenerse del sistema AWOS y de la estación meteorológica. El aeropuerto cuenta con sistema modernizado SMGCS ( Surface Movement Guidance Controlling System) para garantizar el Runway Environment para operaciones y aproximaciones 2D y 3D.
El aeropuerto cuenta con servicio de extinción de incendios,programas de seguridad operacional y gestión de riesgo bajo los estándares de la OACI, Flight Safety Foundation con el programa BARS ( Basic Aviation Risk Standards) y con el cumplimiento de los RAC ( Reglamentos Aeronáuticos Colombianos) de la UAEAC ( Unidad Administrativa Especial Aeronáutica Civil-Aerocivil).
Cuenta con un programa de control y apoyo para prevenir golpes de aeronaves con aves y fauna silvestre BASH. Su posición geográfica y capacidad lo hace estratégico para la aviación civil, comercial como aeropuerto de contingencia o alterno por emergencia para la región Caribe.

## Descripción
La pista de aterrizaje permite la llegada y salida de aviones medianos. En el último año, Cerrejón-Glencore, invirtió más de U.S 10 millones en inversión para mantenimiento y actualización de infraestructura y capacidad instalada.

## Estadísticas
Ver fuente y consulta Wikidata.

## Antiguos Destinos
Aerolíneas Extintas
- Aerocóndor Colombia
  - Barranquilla / Aeropuerto Internacional Ernesto Cortissoz

- Intercontinental de Aviación
  - Bogotá / Aeropuerto Internacional El Dorado

Aerolíneas Operativas
- Helicol
  - Barranquilla / Aeropuerto Internacional Ernesto Cortissoz (Vuelos Chárter)